# Lukáš Diviš
Lukáš Diviš (Žilina, 20 febbraio 1986) è un pallavolista slovacco naturalizzato russo, nel ruolo di schiacciatore.

## Biografia
È cresciuto in una famiglia di pallavolisti: sia suo padre che suo nonno giocarono nello Stavbár Žilina, mentre il fratello maggiore Peter è un ex pallavolista professionista.

## Carriera

### Club
La carriera di Lukáš Diviš inizia a livello giovanile in un club della sua città, chiamato Stavbár Žilina, dove gioca per nove stagioni, dagli otto ai diciassette anni. Nel 2003 ottiene il primo ingaggio all'estero, andando a giocare nella Extraliga ceca per il Brno per tre stagioni; lascia il club nella stagione 2006-07 per iniziare un sodalizio di tre anni col Friedrichshafen nella 1. Bundesliga tedesca: le tre stagioni si rivelano decisamente ricche di successi, grazie alla conquista di tre scudetti consecutivi, due edizioni della Coppa di Germania e soprattutto il successo nella Champions League 2006-07, dove viene anche premiato come miglior ricevitore.
Nel campionato 2009-2010 va a giocare nella Voleybol 1.Ligi turca per il Fenerbahçe, col quale si aggiudica lo scudetto. Nel campionato successivo gioca invece nella Polska Liga Siatkówki col Jastrzębski Węgiel, ma lascia il campionato polacco per trasferirsi nella Superliga russa, dove gioca per la Lokomotiv Novosibirsk nella stagione 2011-12, durante la quale vince la Coppa di Russia, mentre nella stagione successiva vince la sua seconda Champions League; nell'annata 2013-14 è invece finalista al campionato mondiale per club, ricevendo anche il premio di miglior schiacciatore.
Nella stagione 2018-19 passa allo Zenit San Pietroburgo, dove milita per un biennio, prima di accasarsi un altro club russo, la Dinamo-LO, nel campionato 2020-21. Torna quindi a giocare in Turchia, dove inizia il campionato seguente col neopromosso Cizre, trasferendosi dopo appena qualche mese al Galatasaray, mentre nell'annata 2022-23 indossa la casacca dell'Altekma, altro club turco.

### Nazionale
Dopo aver fatto parte delle selezioni giovanili, nel 2003 viene convocato per la prima volta nella nazionale slovacca maggiore, prendendo al campionato europeo. In seguito vince la medaglia di bronzo alla European League 2007 e nell'edizione 2011 del medesimo torneo si aggiudica la medaglia d'oro.
Nel 2014 disputa le qualificazioni europee al campionato mondiale, ritirandosi al termine del torneo dalla nazionale slovacca, per poi ottenere nell'aprile 2014 la nazionalità russa: debutta nella nazionale russa nel 2016, prendendo parte ad alcuni incontri della World League.

## Palmarès

### Club
- Campionato tedesco: 3

2006-07, 2007-08, 2008-09
- Campionato turco: 1

2009-10
- Coppa di Germania: 2

2006-07, 2007-08
- Coppa di Russia: 1

2011
- Champions League: 2

2006-07, 2012-13

### Nazionale (competizioni minori)
- European League 2007
- European League 2011

### Premi individuali
- 2007 - Champions League: Miglior ricevitore
- 2013 - Miglior pallavolista slovacco
- 2013 - Campionato mondiale per club: Miglior schiacciatore